# ルーキー (サカナクションの曲)
「ルーキー」は、サカナクションの4枚目のシングル。

## 概要[1]
- 「スローモーション」は2010年のライブで初めて歌われた
- 「montage」は、2010年10月23日にUstreamで歌われた公開レコーディング「Visual Music Session」にて「映像に合わせて音楽を作り出す」という試みから作り出されたインスト曲である[2]。映像を手掛けたのは島田大介（「ルーキー」のMVでもディレクターを務めている）。初回限定盤にはCD EXTRA仕様で、その映像も収録されている。
- 初回限定盤には「montage」のミュージックビデオの他に、2011年6月に予定されているライブツアー「SAKANAQUARIUM 2011"ZEPP ALIVE"」のチケット先行抽選予約シリアルナンバーが封入されていた。

## 収録曲
1. ルーキー
  - 作詞・作曲：山口一郎／編曲：サカナクション
2. スローモーション
  - 作詞・作曲：山口一郎／編曲：サカナクション
3. montage
  - 作曲・編曲：サカナクション

## タイアップ
ルーキー
東進 「未来のリーダーたち」篇 CMソング